# Герб Волощини
Герб Волоського князівства мав безперервну еволюцію, його геральдичні елементи стали зразком для герба Румунії. Визначальними[джерело?] геральдичними елементами є: орел, хрест, геральдична зірка (сонце), півмісяць, гілка ялівцю та «блакитний» фон (який, однак, не відображається на печатках, на чорно-білих документах, таких як Енциклопедія Румунії або на вицвілих прапорах).

## Варіанти
Ці елементи постійно еволюціонували. Спочатку орел і геральдичний хрест були фігурами, які становили клейнод, спускаючись у часі на щит герба і стаючи основними фігурами. Хрест також знаходився ліворуч від орла, але з часом йвін перемістився до орлиного дзьоба.
Що стосується форми орла, він спочатку був зображений, поворотом праворуч, дивлячись ліворуч, стиснувши крила. Пізніше форма змінюється, орел стає з розкритими крилами, дивлячись праворуч або ліворуч, під назвою волоський орел. Щодо цього птаха, орнітологи вважають, що його можна ототожнити з чорним білоголовим грифом, але існують течії думок, що насправді це крук.
Зірка і півмісяць були на щиті ще до того, як орел спустився з клейноду, але після його спуску на щит ці елементи стали другорядними, або присутні зліва від хреста, зверху, або пізніше, оточували орла. З точки зору їх еволюції, зірка поступово перетворилася на сонце.
Що стосується ялівцевої гілки, то вона з'являється після появи орла на щиті, утримуючись ним у пазурах. У свою чергу, гілка також зазнала еволюції, ставши ялівцевим кущем, на ніжці якого стояв орел. У деяких гербах гілка була замінена зеленим полем.

## Геральдичні емалі, що використовуються
Для геральдичних елементів використовувались різноманітні кольори, і було важко сказати, які з них використовувались найчастіше.
Орел також був представлений чорним кольором («пісок»), відповідно дзьобом, кігтями, червоними, але є багато випадків, коли він виглядає представленим жовтим («золото»).
Що стосується кольору емалі (тла щита), то з часу появи орла він, як правило, був представлений блакитним кольором («блакитний»), як це з'являється на перших гербах Румунії, але є й варіанти білим («срібло»), фіолетовим, жовтим («золото») і навіть червоним. Синій — це фактично правило. Однак існує думка, іноді бурхливо висловлена, що «блакитна» емаль є недавнім винаходом, оригінальним кольором є «срібло».
Щодо зірки та півмісяця, вони були представлені або у «золоті», або у «сріблі» та «золоті», або обє у червоному.
Хрест був представлений «золотим» або червоним кольором.
У сучасний період була традиція та представлення орла природними кольорами, охрою або коричневим.

## Сучасність
Герб Волощини на гербі Румунії має блакитне поле, на якому зображений орел із червоними дзьобом і кігтями, який у дзьобі тримає золотий хрест. У двох верхніх кутах золоті сонце і півмісяць.

## Герби воєвод Волощини

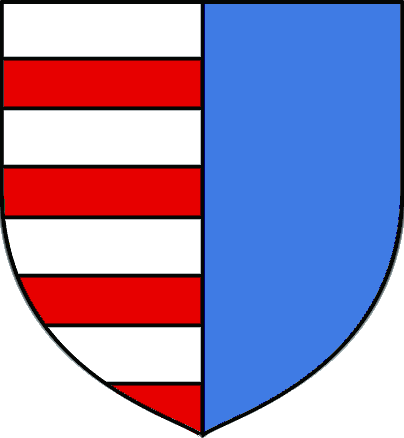
Герб Басараба І
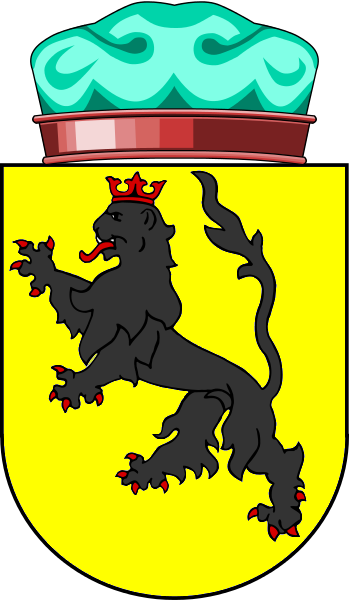
Герб гербовника Conciliumbuch zu Costancz (1420—1430), видання "Codex von Aulendorf" (1433—1450)
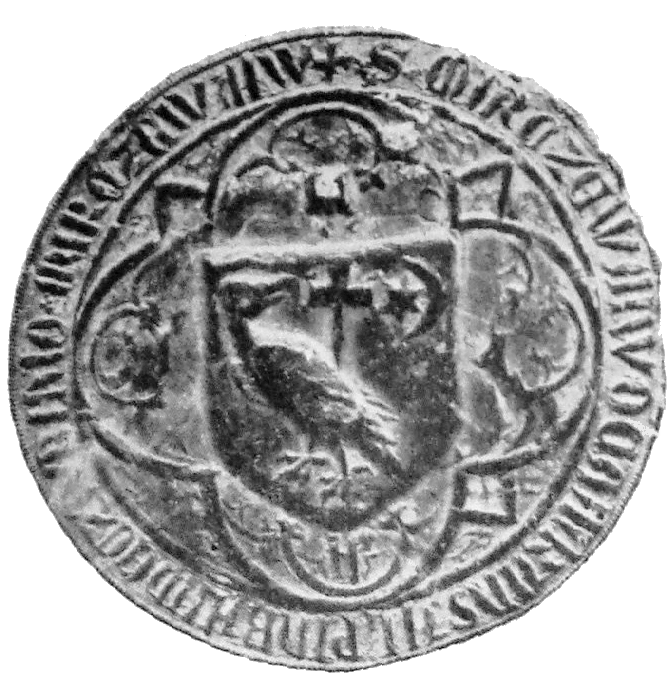
Печатка воєводи Мірчі Старого (ок. 1390) із зображенням герба Валахії
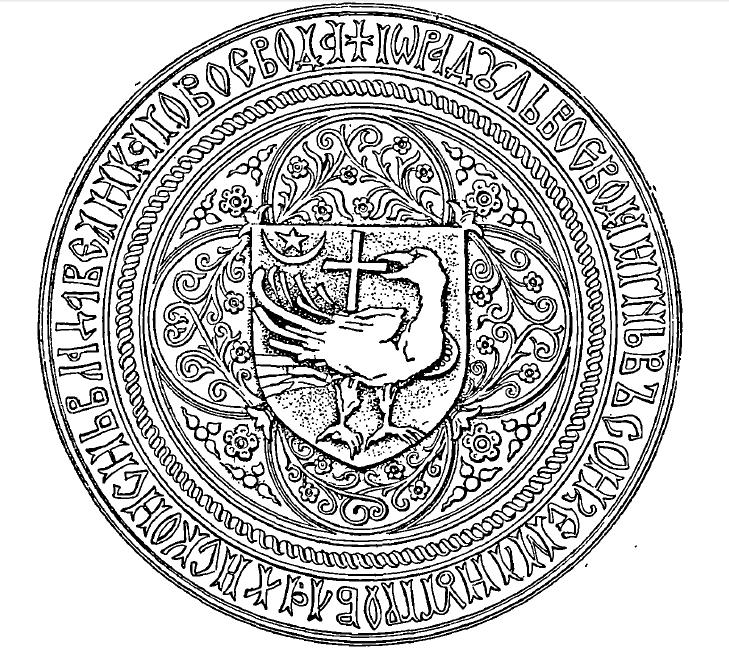
Печатка воєводи Раду Великого (1499). Легенда: д.-рус. ІѠ РАДꙊЛЬ ВОЕВОДА И ГНЬ ВЪСОИ ꙀЄМЬЛИ ꙊГРОВЛАХИСКОИ СИЬ ВЛАДАВЄЛ И КАГО ВОЕВОДА
Герб воєводи Миколу Петрашку. 1600
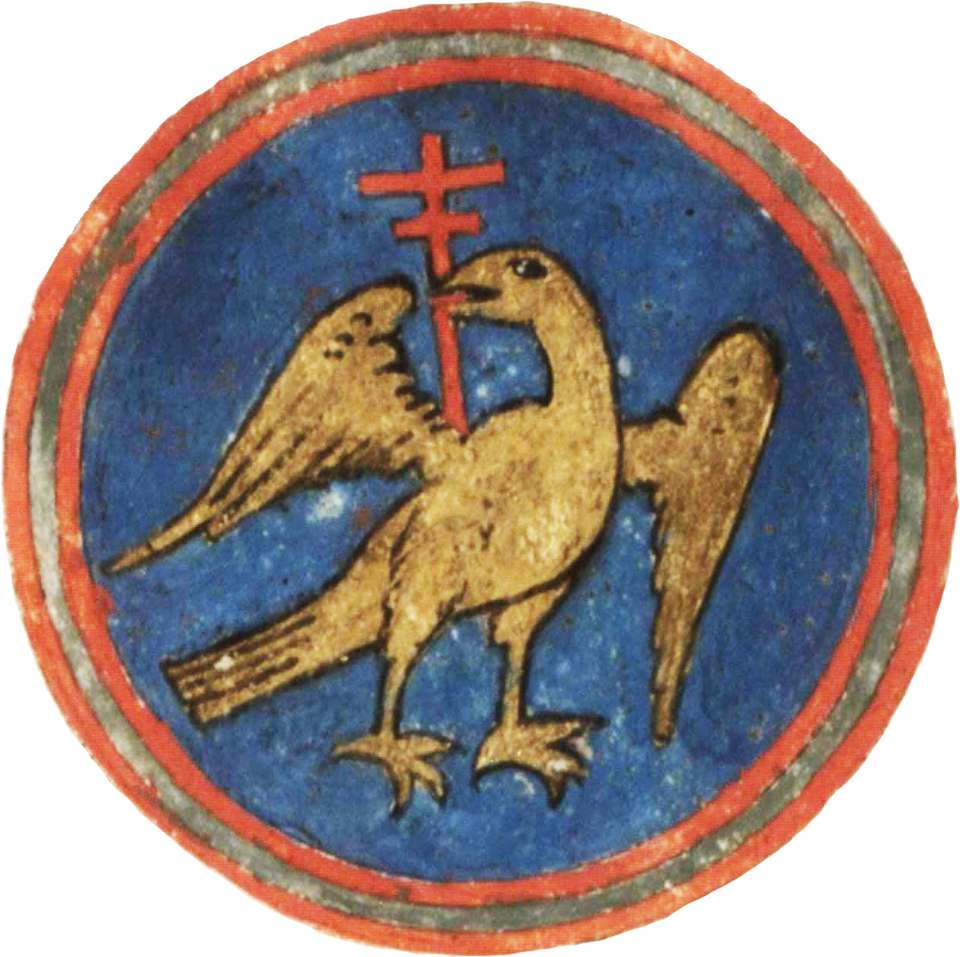
Герб Олександра Князька. 1624
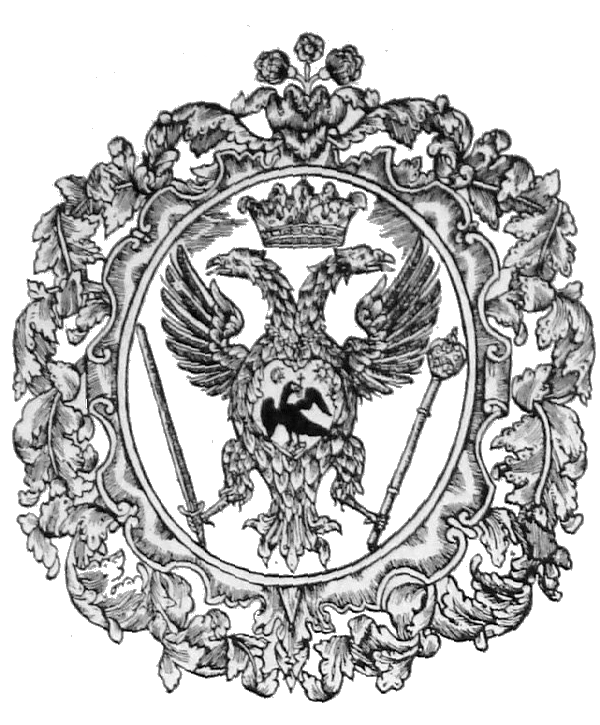
Герб Щербана Кантакузена з аристократичного роду Візантійської імперії. 1688
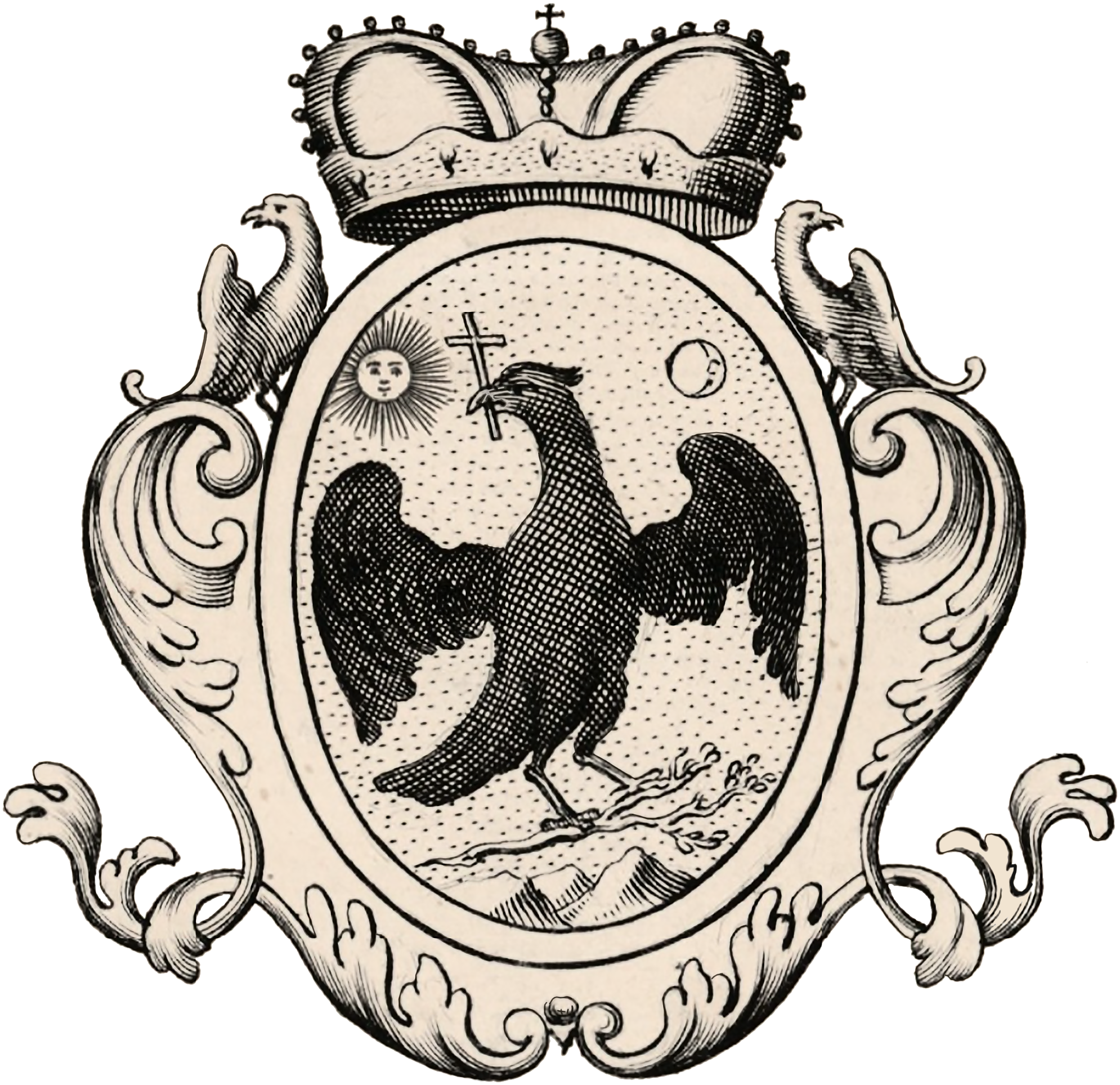
Герб з карти XVII століття
Герб Костянтина Бринковяну. 1700
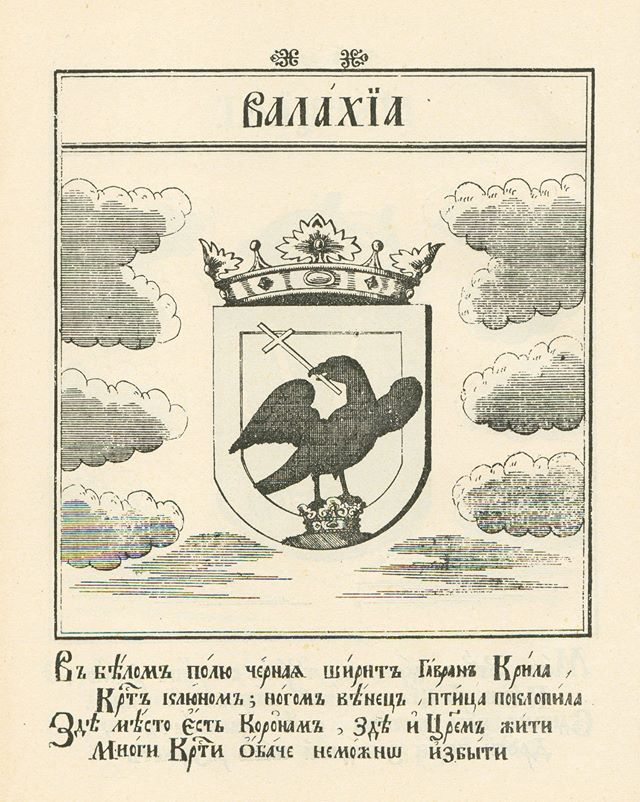
Герб Волоського князівства з «Стематографії». 1702
Реверс з російської монети 1 пара. 1772
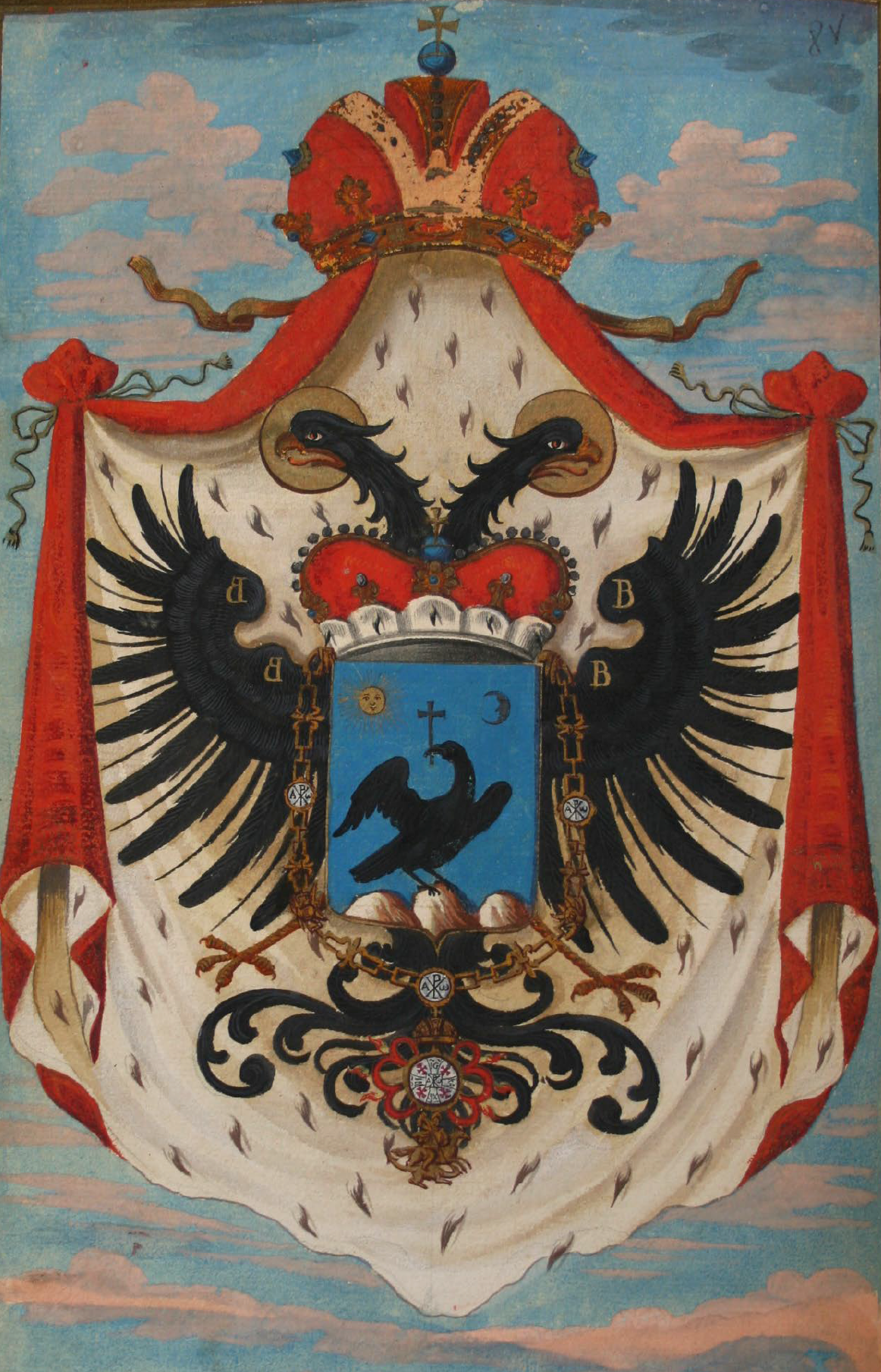
Герб Парву III Кантакузіно. Після 1730 р.
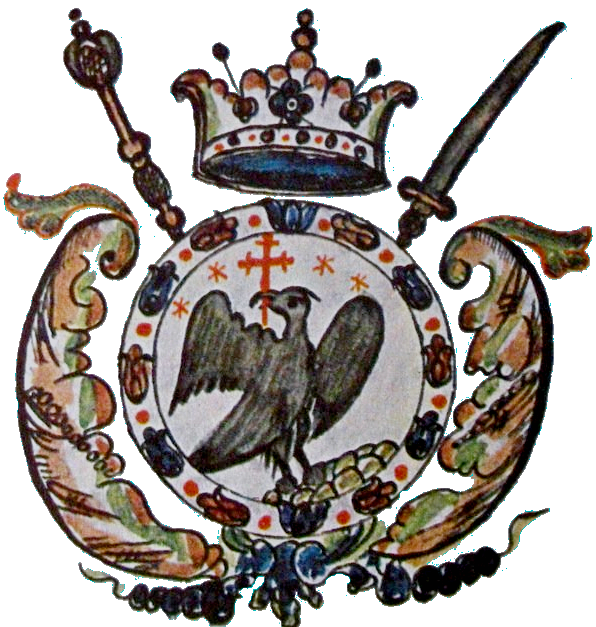
Герб Олександра Іпсіланті. 1795
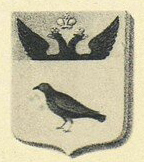
Герб Волоського польового полку Російської імперії, що формувався з жителів Волоського князівства. З 1776 по 1783 рр.

У Гербовнику Ульріха фон Ріхенталя Conciliumbuch zu Costancz, присвяченому делегаціям, що беруть участь у Раді в Констанці (1414–1418), з'являється герб із чорним левовим на золотому тлі під назвою Arma ducis, despotis Magnae Wallachiae або Wappen des Herzogs von Grosse Walachei («Щит герцога, деспот Великої Валахії»). Чи не відомо, який саме глава держави він є, тому що в 1450 році різниця між Kleine Walachei (Олтенія) і Grosse Walachei (Мунтенії) ще не було, починаючи з 1718 року (Пожаревацький мир), насправді владик Валахії в те десятиліття (Раду ІІ Праснаглава та Дан ІІ), як православних, не запрошували на цей собор; і латинський вираз Magna Valachia, перекладений з грецької (Μεγάλη Βλαχία), посилався до тих пір на Фессалію. Тому можна припустити, але без упевненості, що «despotis Magnae Wallachiae» посилався на титул родини Монферрат, що володів Фессалією між 1204 і 1224 роками.

## Примітка
1. ↑  Comitetul de direcție: D. Gusti, Constantin Orghidan, Mircea Vulcanescu si Virgiliu Leonte. Imprimeria Națională. București 1938—1943:,
2. ↑  Teofan Mărturisitorul și Ghiorghios Kedrenos, în: Nicolae Iorga, Teodor Capidan, Constantin Giurescu, Istoria Românilor, ed. Academiei; Ioan Skylitzes, Synopsis de Istorii, anul 976, în: Petre Ș. Năsturel: Studii de Istorie medievală, Analele Inst. «Nicolae Iorga», vol. XVI, 1998 și Ion Nistor: Originea romanicilor balcanici în Analele Academiei, seria 3, vol. 2, mem. 7, București 1944